# My Classics 3
『my Classics 3』（マイ・クラシックス3）は、平原綾香の10枚目のアルバム。2011年3月2日にリリースされた。

## 概要
- 前作から約9か月での発売となるアルバム。2010年10月から12月31日まで「平原綾香に唄って欲しいクラシック作品」としてこの作品でカバーするクラシック曲の募集が行われていた。
- 本作のテーマは四季を巡るような「出会いと愛、憂い、別れ」。
- デビュー以来のオリコンTOP10入り記録は、このアルバムによって途切れた。

## 収録曲
- 全曲作詞：平原綾香 (特記以外)、全曲編曲：坂本昌之 (特記以外)

1. 私と言う名の孤独
作曲：エドワード・エルガー
原曲：チェロ協奏曲 第1楽章
2. 春 ～La Primavera!～
作曲：アントニオ・ヴィヴァルディ
原曲：ヴァイオリン協奏曲『四季』より第1番「春」
3. What will be will be
作曲：ヨハン・ゼバスティアン・バッハ
原曲：アリオーソ
4. 大きな木の下
作曲：エリック・サティ
原曲：あなたが欲しい
5. Danny Boy
作曲：アイルランド民謡
原曲：Danny Boy
6. LOVE STORY　交響曲第9番 第3楽章
作曲：ルートヴィヒ・ヴァン・ベートーベン
作曲：交響曲第9番 第3楽章
7. 別れの曲
作曲：フレデリック・ショパン
原曲：別れの曲
25thシングル
テレビ朝日系ドラマ『ホンボシ〜心理特捜事件簿〜』主題歌
8. くまんばちの飛行
作曲：ニコライ・リムスキー＝コルサコフ/ 編曲：岡田治郎
原曲：熊蜂の飛行
9. Someone to watch over me
作詞：アイラ・ガーシュウィン / 作曲：ジョージ・ガーシュウィン
原曲：Someone to watch over me
25thシングルのカップリング
野村不動産「PROUD」CMソング
10. ブラームスの恋
作曲：ヨハネス・ブラームス、渡辺俊幸 / 編曲：渡辺俊幸
原曲：交響曲第3番 第3楽章
11. Greensleeves
作曲：イングランド民謡
原曲：Greensleeves
24thシングル
12. ラヴ・ラプソディー
作曲：セルゲイ・ラフマニノフ、渡辺俊幸 / 編曲：渡辺俊幸
原曲：パガニーニの主題による狂詩曲
アドベンチャーワールドテーマ曲[1]
13. アランフェス協奏曲～Spain（Live Version）
作曲：ホアキン・ロドリーゴ、チック・コリア / 編曲：岡田治郎
原曲：ホアキン・ロドリーゴ「アランフエス協奏曲」、チック・コリア「スペイン」
14. Danny Boy（English Version）
作曲：フレデリック・ウェザリー  / 作曲：アイルランド民謡
原曲：Danny Boy